# Quinto de Esmirna
Quinto de Esmirna foi um poeta épico grego, que viveu entre os séculos III e IV da EC.
Escreveu o épico Posthomerica.